# Напівціле число
Напівціле число — число з ряду
{\displaystyle \dots ,-1{\tfrac {1}{2}},-{\tfrac {1}{2}},{\tfrac {1}{2}},1{\tfrac {1}{2}},2{\tfrac {1}{2}},\dots }
Тобто число виду {\displaystyle n+1/2}, де {\displaystyle n} — ціле. Інакше кажучи, це раціональне число з дробовою частиною {\displaystyle 1/2}.
Множина напівцілих чисел зазвичай позначається {\displaystyle \mathbb {Z} +{\tfrac {1}{2}}}, тут {\displaystyle \mathbb {Z} } позначає кільце цілих чисел.
Напівцілі числа застосовуються в квантовій фізиці (зокрема, значення спіну ферміонів — напівцілі числа).

## Властивості
- Середнє арифметичне двох цілих чисел різної парності завжди є напівцілим числом, а двох чисел однакової парності — цілим.
- Об'єднання множин цілих і напівцілих чисел утворює адитивну групу {\displaystyle {\tfrac {1}{2}}\mathbb {Z} }, Ця група не є кільцем (оскільки добуток двох напівцілих у загальному випадку не дає цілого або напівцілого числа).
- Напівцілі є підкласом двійково-раціональних чисел, тобто раціональних чисел, які можна подати у вигляді частки довільного цілого і двійки в цілому степені.
- Гамма-функцію цілого і напівцілого аргументу можна виразити через елементарні функції, для інших класів чисел подібних подань поки що не знайдено.